# AND1
AND1 е компания, която произвежда баскетболни обувки и аксесоари.
Създадена е през 1993 г. в Пенсилвания, САЩ. Днешната централа на компанията се намира в Алисо Виехо, Калифорния.

## История
През 1993 година група ученици от Университета в Пенсилвания стартират проекта AND1. Името идва от фраза, използвана от баскетболните коментатори, когато играч е фаулиран, но въпреки това вкарва кош – „AND1“ – и 1 наказателен удар.
През 1996 година говорител на And1 става звездата от NBA Стивън Марбъри, който дава името на една от първите баскетболни обувки на компанията – „Старбъри“.
1998 година става емблематична за фирмата. Нискокачествен запис на колежани, които играят баскетбол, е доставен в централата на компанията, съдържащ атрактивни баскетболни изпълнения на Рафър Алстън, студент в Калифорния. Касетата бързо станала популярна и скоро станала първият запис от проект, наречен AND1 Mixtape Tour – шоу, което включва игри между отбора на AND1 и сборни отбори от градовете, в които шоуто гостува.
От 1999 година AND1 Mixtape Tour се провежда ежегодно, в търсене на следващата стрийтбол легенда.
На 13 октомври 2007 г. шоуто гостува и в България. Публиката в зала „Универсиада“ имаше възможността да се наслаждава на атрактивните изпълнения на звездите Hot Sauce, The Professor, Escalade и други.

## AND1 отбори
В отбора на And1 за 2007/2008 г. са включени състезателите:
- Филип Чемпиън – „Hot Sauce“
- Грейсън Баучер – „The Professor“
- Джамал Нелсън – „Springs“
- Хю Джоунс – „Baby Shack“
- Андре Пуул – „Silk“
- Тони Джоунс – „Go Get It“

- Трой Джаксън – „Escalade“
- Джери Дупре – „The Assassin“
- Антуан Скот – „8th Wonder“
- Кени Брюнер – „Bad Santa“